# Студлов
Студлов (укр. Студлів) — село в Пядикской сельской общине Коломыйского района Ивано-Франковской области Украины.
Население по переписи 2001 года составляло 4 человека. Занимает площадь 0,026 км². Почтовый индекс — 78253. Телефонный код — 03433.